# مجمع البحرين التجاري
مجمع البحرين هو مجمع تجاري للتسوق متعدد الطوابق يقع في قرية الديه بالمنامة عاصمة مملكة البحرين. يتميز المجمع بوجود 1600 موقف سيارة. تبلغ مساحة المجمع 70 ألف متر مربع ويجذب حوالي 480 ألف زائر شهريا.